# Pjegava žabousta
Pjegava žabousta (lat. Batrachostomus auritus) je vrsta ptica roda Batrachostomus. Živi u Bruneju, Indoneziji, Maleziji i Tajlandu. Njezina prirodna staništa su tropske i suptropske šume, na nadmorskoj visini 200–1000 m. Duga je 40–43 cm, a teška 206 g. U njezinu gnijezdu bude 3 jaja. Danju se odmara na stablima. Noću lovi štipavce, puževe, male ptice, gmazove, vodozemce i glodavce. 
Žutosmeđe je boje, a na gornjem dijelu tijela je crvenkasto smeđa.                                                                                                                       

## Ugroženost
Ova vrsta je slabo poznata i prijeti joj gubitak staništa, jer je sve manje tropskih zimzelenih šuma. Nalazi se na IUCN-ovu crvenom popisu ugroženih vrsta, ali nije potpuno ugrožena jer može živjeti u sekundarnim staništima.

## Vanjske poveznice
|  | Zajednički poslužitelj ima još gradiva o temi Batrachostomus auritus |
|  | Wikivrste imaju podatke o taksonu Batrachostomus auritus             |